# Emmanuel Peterfalvi
Emmanuel Peterfalvi, dit Alfons, est un humoriste français qui est devenu célèbre en Allemagne, né le 17 mars 1967 à Paris.
Peterfalvi commence sa carrière pour l’émission télévisée Kalkofes Mattscheibe sur la chaîne Premiere. Il y demeure jusqu'en 1996, où il part créer sa propre société de production: FIT - Fernsehen ist toll! (La télé, c'est super !).
Peterfalvi obtient la nationalité allemande en 2017 tout en conservant la nationalité française.

## Télévision
- Depuis 2006 : Alfons und Gäste sur SWR Fernsehen et Das Erste
- 2007 : Deutschland lacht ...
- Depuis 2009 : Puschel TV sur ARD
- 2014 : Ein Fall fürs All sur ZDF aux côtés Urban Priol

## Radio
- Depuis 2008 : Gesellschaftsabend sur SR 2 Kulturradio
- Depuis 2015 : Bonjour Alfons sur SWR1 Baden-Württemberg

## Distinctions
- 2021 : Prix de l'amitié franco-allemande
- 2021 : Croix fédérale du mérite (Bundesverdienstkreuz) de la République fédérale d'Allemagne[4]

## Honneur
L'astéroïde (233707) Alfons est nommé en son honneur.